# Tanacetum tatsienense
Tanacetum tatsienense là một loài thực vật có hoa trong họ Cúc. Loài này được (Bureau & Franch.) K.Bremer & Humphries miêu tả khoa học đầu tiên năm 1993.